# Lukács Hugó

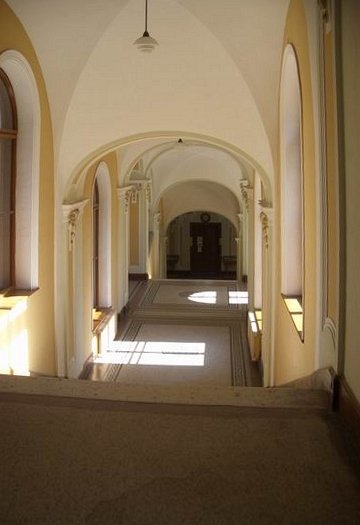
A kolozsvári Babeș–Bolyai Tudományegyetem, régi nevén: Ferenc József Tudományegyetem

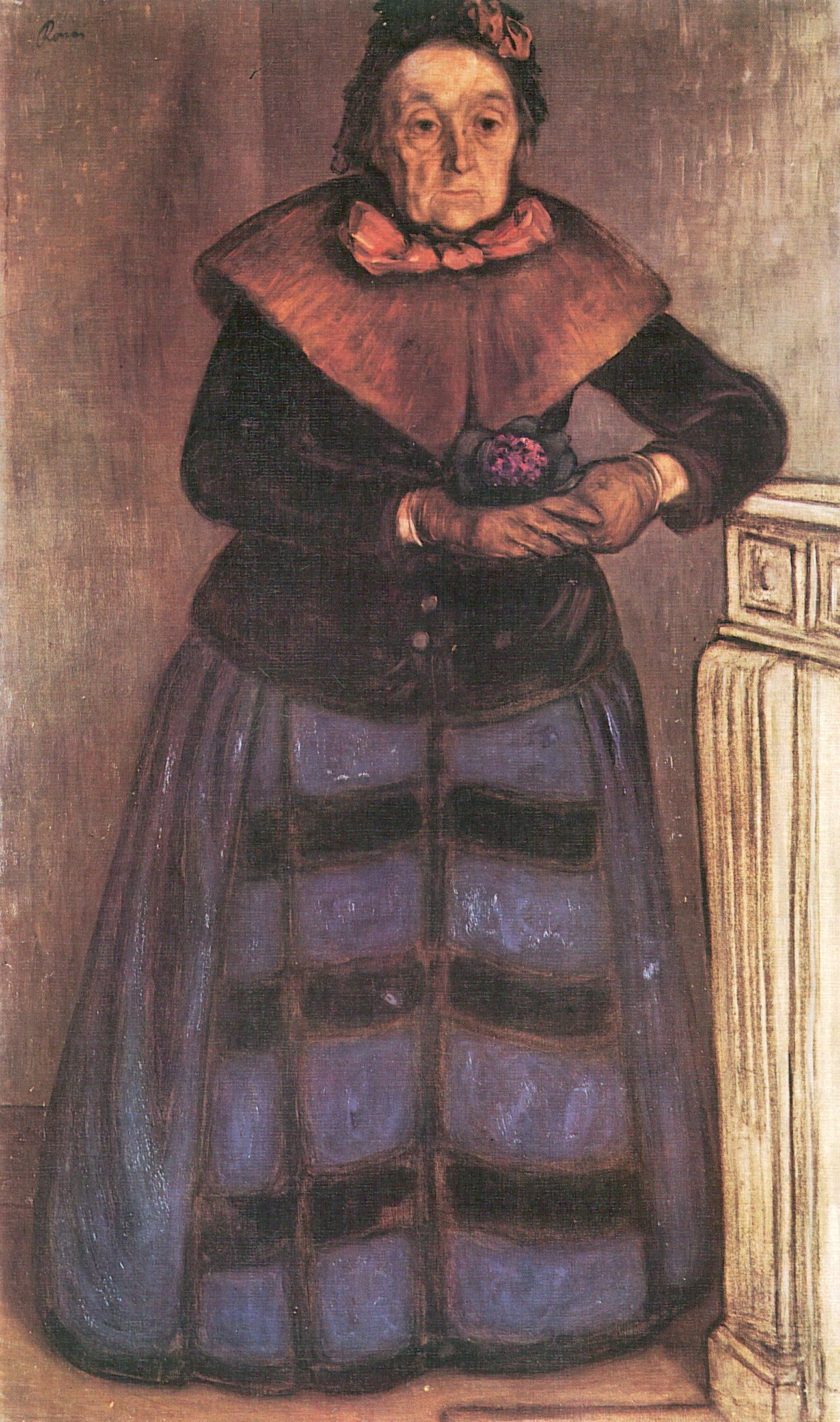
dr. Lukács Hugónak döntő része volt abban, hogy Rippl-Rónai József, Kernstok Károly festőművészek és társaik munkáiból 1909-ben rendezett kolozsvári MIÉNK kiállítás létrejöhetett

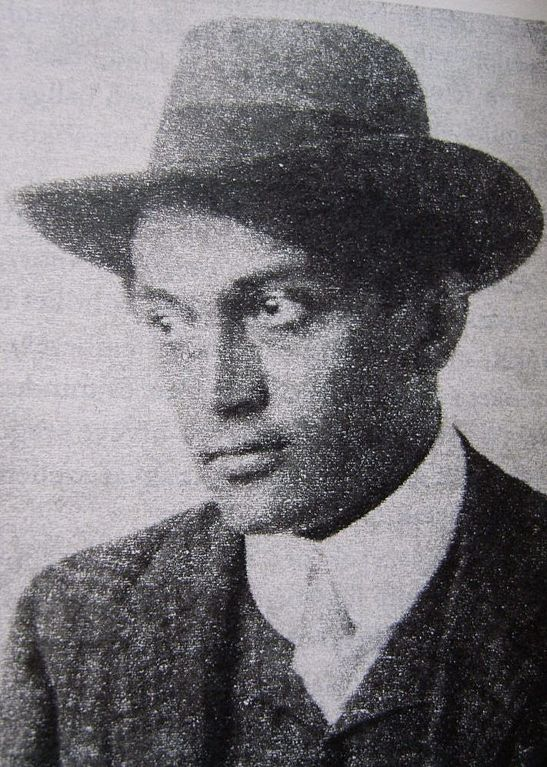
Ady Endre

Lukács Hugó, 1891-ig Lőwinger Hugó (Budapest, 1874. április 9. – Párizs, 1939. április 4.) orvos, ideggyógyász.

## Életpályája
Lőwinger Zsigmond (1830–1909) vaskereskedő és Falbenheim Jozefa fiaként született. Az 1900-as évek elején egy ideig a kolozsvári Ferenc József Tudományegyetem ideg- és elmekórtani klinikáján volt tanársegéd, a Bolyai Kör elnöke. Barátjának mondhatta Fejér Lipótot, Somló Bódogot és Ady Endrét, akinek orvosa is volt.
A baloldali, radikális szellemű értelmiség köréhez tartozott. Személyében „önálló, széles nyelvi-, irodalmi és művészettörténeti ismeretekkel fegyverzett ítéletű, fejlett ízlésű, agilis, irodalmi és művészeti jelenségek és mozgalmak iránt eleven érdeklődéssel viseltető szellem nyilatkozott meg”.
Megszervezte a MIÉNK 1909-es kolozsvári kiállítását, az egyetlen érdemleges kritika, a művek elemzésére is kitérő írás az ő tollából látott napvilágot.
1909 augusztusában feladta klinikai állását, s elvállalta a kolozsvári Munkásbiztosító Intézet főorvosi tisztségét, erre még az év első felében választották meg.
Az első világháború idején a kolozsvári katonai kórház parancsnokaként művészeket igyekezett a frontok poklától megmenteni.
Az oroszországi frontról visszatérve a Szovjetunióval szimpatizáló tudósítást jelentetett meg az Új Világ folyóiratban.
A Tanácsköztársaság bukása után feleségével, Bernáth Ilma (1891–1961) festőművésszel Bécsen keresztül Párizsba emigrált. Felesége 1933-ban a Szovjetunióba költözött. Lukács Hugó 1939-ben önkezével vetett véget életének.

## Ady Endre barátja és orvosa
Ady Endre nagyra becsülte, rokonlelkűnek tekintette Lukács Hugót. Hozzá írott verse:
|                              | Lukács Hugónak: Nem illedelmes a mi életünk, De így indultunk, tehát így megyünk. Buta másokként élni nem tudunk, Tehát: hozzájuk nem hasonlitunk. Békét magunknak s másnak nem hagyunk, Tehát: sebzettek mindig mi vagyunk. Jogunk van hinni rangot, istenit, Tehát: rajtunk már zuhany se segít. Nagy önszerelmű, balga istenek, Tehát: meghalunk, mint kóbor ebek. |
| – Ady Endre, 1909. Kolozsvár | |

Ady neki „küldi” a Könyörgés egy kacagásért című versét is.
A kolozsvári klinikán 1909. június második felétől augusztus elejéig Dr. Lukács Hugó kezelése alatt állt. Mivel Ady intenzív életfogyasztása és a klinika katonás fegyelme nem voltak összeegyeztethetők, Lukács saját ügyeletesi szobáját bocsátotta Ady rendelkezésére.
Ady távozása után éppen ez a kivételezés váltotta ki azt a konfliktust a klinika igazgatójával, dr. Lechner Károllyal, aminek következtében, 1909 augusztusában feladta klinikai állását.
Dr. Lukács Hugó Ady halála után az Esztendő című lap felkérésére okosan és tapintatosan nyilatkozik a költő betegségéről és haláláról: nem a betegség került előtérbe, hanem Ady egyénisége.

## További információ
- A korlátozott beszámithatóságról folyt vita. Dr. Lukács Hugó előadása 1903. márczius 7-én. Bp, 1903. Online